# ビジネス学科
ビジネス学科は、学校等の教育機関などに設置されている学科で、各種産業分野での商取引について簿記、会計学、商学、経営学やビジネス学などを学ぶ。

## おもな設置校
- ビジネス学科 - 愛知淑徳大学ビジネス学部
- ビジネス学科 - 愛知東邦大学 経営学部
- ビジネス学科 - 情報科学専門学校横浜西口校
- ビジネス学科（旧経営学科）- 東京富士大学短期大学部
- ビジネス学科 - 奈良産業大学ビジネス学部
- ビジネス学科 - 八戸大学ビジネス学部
- ビジネス学科 - 福岡女子短期大学
- ビジネス学科 - ニューイングランド大学 (オーストラリア)
- ビジネス学科 - 広島加計ビジネス高等専修学校 商業実務高等課程
- ビジネス経済学科 - 釜山外国語大学校
- インターネットビジネス学科 - 高神大学校
- インターネットビジネス学科（SEゲームソフト学科を改組） - 日本コンピュータデザイン専門学校
- e-ビジネス学科 - 光州大学校
- e-ビジネス学科 - 国民大学校
- e-ビジネス学科 - 東義大学校
- e-ビジネス学科 - 釜山外国語大学校
- e-ビジネス学科 - 韓神大学校
- e-ビジネス学科 - 京畿大学校
- ITビジネス学科 - 大阪情報コンピュータ専門学校
- ITビジネス学科 - 専門学校名古屋スクール・オブ・ビジネス
- OAビジネス学科 - 田辺オフィスアート専門学校
- アグリビジネス学科 - 秋田県立大学生物資源学部
- アジア地域ビジネス学科 - 上武大学ビジネス情報学部
- ゲームエンターテイメントビジネス学科 - 専門学校東京ネットウエイブ
- コンピュータービジネス学科 - サイアム大学
- コンピュータビジネス学科 - 専門学校エール学園
- ショップビジネス学科 - 専門学校穴吹ビジネスカレッジ
- スポーツビジネス学科 - 金沢学院大学経営情報学部
- スポーツビジネス学科 - 札幌国際大学スポーツ人間学部
- スポーツビジネス学科 - 専門学校東京スクール・オブ・ビジネス
- スポーツビジネス学科 - アクト情報スポーツ保育専門学校
- ディジタルビジネス学科 - 帝京平成大学情報学部
- ネットワークビジネス学科 - 金沢学院大学経営情報学部
- ビューティービジネス学科 - 専門学校名古屋スクール・オブ・ビジネス
- ファームビジネス学科 - 宮城大学食産業学部
- インターナショナルファッションビジネス学科 - エスモードジャポン
- ファッション・ビジネス学科 - 大阪文化服装学院
- ファッションビジネス学科 - マロニエファッションデザイン専門学校
- ファッションビジネス学科 - 大阪ファッションアート専門学校
- ファッションビジネス学科 - 大阪モード学園
- ファッションビジネス学科 - 東朋高等専修学校
- ファッションビジネス学科 - 東洋学園高等専修学校
- ファッションビジネス学科 - 鳴門ドレメファッションビジネス専門学校
- ファッションビジネス学科 - 上田安子服飾専門学校
- 美容ファッションビジネス学科 - 東筑紫短期大学
- フードビジネス学科 - 名古屋文理大学
- フードビジネス学科 - 宮城大学食産業学部
- ブライダルビジネス学科 - 東京観光専門学校
- ブライダルビジネス学科 - 名古屋観光専門学校
- フラワービジネス学科 - テクノ・ホルティ園芸専門学校東京校（東京テクノ・ホルティ園芸専門学校専門課程）
- ペットビジネス学科 - 京都動物専門学校
- ペットビジネス学科 - 桐生ビジネス専門学校
- ペットビジネス学科 - 大阪ビジネスカレッジ専門学校
- ペットビジネス学科 - 北海道エコ・コミュニケーション専門学校
- ペットビジネス学科 - 名古屋スクールオブビジネス
- ペットビジネス学科 - 専門学校 札幌スクールオブビジネス
- ペットビジネス学科 - 専門学校東京スクール・オブ・ビジネス
- ペットビジネス学科 - 専門学校名古屋スクール・オブ・ビジネス
- ペットビジネス学科 - 専門学校九州スクール・オブ・ビジネス
- ホテル・トラベルビジネス学科 - 専門学校日本スクールオブビジネス
- ホテルビジネス学科 - 鹿児島ホテル短期大学校
- ホテル観光ビジネス学科  - 専門学校西日本アカデミー
- 観光ビジネス学科 - 秀明大学
- 観光ビジネス学科 - クレアール東京商科学院専門学校
- 観光ビジネス学科 - ベル国際ビジネス専門学校
- 観光ビジネス学科 - 札幌国際大学
- 観光ビジネス学科 - テンプル大学ジャパンキャンパス
- ミュージックビジネス学科 - 尚美ミュージックカレッジ専門学校
- ミュージックビジネス学科 - 専門学校東京ミュージック&メディアアーツ尚美
- 音楽ビジネス学科 - 尚美学園大学/尚美学園短期大学
- 楽器ビジネス学科 - キャットミュージックカレッジ専門学校
- メディアビジネス学科 - 広島経済大学経済学部
- 映像メディアビジネス学科 - 専門学校東京ネットウエイブ
- ライフビジネス学科 - 千葉経済大学短期大学部 商経科を
- レジャービジネス学科 - 帝京平成大学現代ライフ学部
- 医療福祉ビジネス学科 - 専門学校九州スクール・オブ・ビジネス
- 医療福祉ビジネス学科 - YIC看護福祉専門学校
- 医療福祉ビジネス学科 - 岡山医療技術専門学校
- 医療ビジネス学科 - 関西医療技術専門学校
- ホスピタリティビジネス学科 - ミシガン州立大学
- 英語国際ビジネス学科 - 函館大学
- 英語ビジネス学科 - トライデント外国語専門学校
- 英語ビジネス学科 - 外語ビジネス専門学校
- 会計ビジネス学科 - 太田情報商科専門学校
- 環境ビジネス学科 - 帝京大学経済学部
- 環境情報ビジネス学科 - 名古屋産業大学環境情報ビジネス学部
- 環境情報ビジネス学科（旧地域システム学科） - 富山国際大学地域学部
- 企業ビジネス学科 - 専門学校穴吹ビジネスカレッジ
- 経営ビジネス学科 - 近畿大学産業理工学部
- 経営ビジネス学科 - 太田情報商科専門学校
- 経営福祉ビジネス学科 - 近畿医療福祉大学
- 経営福祉ビジネス学科 - 大阪デジタルテクノ専門学校
- 建築CADビジネス学科 - 水戸日建工科専門学校
- 現代ビジネス学科 - 安田女子大学現代ビジネス学部
- 現代ビジネス学科 - 高崎商科大学短期大学部
- 現代ビジネス学科（旧経営学科）- 産業能率大学経営学部
- 現代ビジネス学科（旧貿易学科）- 神奈川大学経済学部
- 現代ビジネス学科 - 聖徳大学人文学部
- 現代ビジネス学科 - 創価女子短期大学
- 現代ビジネス学科 - 太成学院大学
- 現代ビジネス学科 - 法政大学経済学部
- 現代ビジネス学科（旧商学科）- 山梨学院大学現代ビジネス学部（旧商学部）
- 現代ビジネス学科（旧秘書科）- 帝京大学短期大学
- 言語ビジネス学科 - ダカール・ブルギバ大学
- 公務員ビジネス学科 - 新潟公務員法律専門学校
- 広告ビジネス学科 - 新潟ビジネス専門学校
- 航空ビジネス学科 - 名古屋観光専門学校
- 国際バイオビジネス学科 - 東京農業大学国際食料情報学部
- 国際ビジネス学科 - 愛知東邦大学
- 国際ビジネス学科 - 義守大学
- 国際ビジネス学科 - ECC国際外語専門学校
- 国際ビジネス学科 - グレッグ外語専門学校
- 国際ビジネス学科 - バークレーカレッジ
- 国際ビジネス学科 - ランガラ・カレッジ
- 国際ビジネス学科 - 学校法人大阪YMCA大阪YMCA国際専門学校
- 国際ビジネス学科 - 札幌YMCA国際ビジネス・社会体育専門学校
- 国際ビジネス学科 - 駿台外語綜合学院
- 国際ビジネス学科 - 尚志大学校観光学部
- 国際ビジネス学科（旧貿易学科）- 拓殖大学商学部
- 国際ビジネス学科 - 富山高等専門学校
- 国際ビジネス学科 - 名古屋外国語大学現代国際学部
- 国際ビジネス学科 - ベル国際ビジネス専門学校
- 国際ビジネス学科 - 外語ビジネス専門学校
- 国際ビジネス学科 - 関東大学校
- 国際ビジネス学科 - 九州国際大学国際商学部
- 国際ビジネス学科 - 湘南国際女子短期大学国際教養学科と英語学科を統合して
- 国際ビジネス学科 - 専門学校エール学園
- 国際ビジネス学科 - 京都インターナショナルユニバーシティー
- 国際通商およびビジネス学科 - 大邱カトリック大学校
- 歯科ビジネス学科 - 新潟会計ビジネス専門学校
- 情報ビジネス学科 - 九州技術教育専門学校
- 情報ビジネス学科 - 専門学校コンピュータ教育学院
- 情報ビジネス学科 - 専門学校穴吹コンピュータカレッジ
- 情報ビジネス学科 - 専門学校穴吹情報公務員カレッジ
- 情報ビジネス学科 - 中国短期大学
- 情報ビジネス学科 - 帝京大学短期大学
- 情報ビジネス学科（旧経営情報学科）- 東京情報大学総合情報学部
- 情報ビジネス学科 - 金沢学院大学経営情報学部
- 情報ビジネス学科 - 新潟ビジネス専門学校
- 情報ビジネス学科 - 神戸電子専門学校
- 情報ビジネス学科 - 東京国際大学
- 情報ビジネス学科 - 四国大学
- 情報ビジネス学科（旧国際商業科）- 宮崎日本大学中学校・高等学校
- 食品ビジネス学科（旧食品経済学科）- 日本大学生物資源科学部
- 総合ビジネス学科（旧商業科）- 沖縄女子短期大学
- 総合ビジネス学科 - 河原ITビジネス専門学校
- 総合ビジネス学科（旧経営学科）- 関西国際大学経営学部
- 総合ビジネス学科 - 札幌商工会議所付属専門学校
- 総合ビジネス学科 - 湘北短期大学
- 総合ビジネス学科 - 筑波研究学園専門学校
- 総合ビジネス学科 - 名古屋経営短期大学
- 地域ビジネス学科 - 愛知東邦大学
- 地域ビジネス学科 - 高岡短期大学
- 地域ビジネス学科 - 富山大学芸術文化学部
- 電子ビジネス学科 - 呉鳳技術学院
- 電子ビジネス学科 - 中信金融管理学院
- 農林業ビジネス学科 - 群馬県立農林大学校
- 法ビジネス学科 - 志學館大学
- 法ビジネス学科 - 平成国際大学法学部